# 81 Batalion WOP

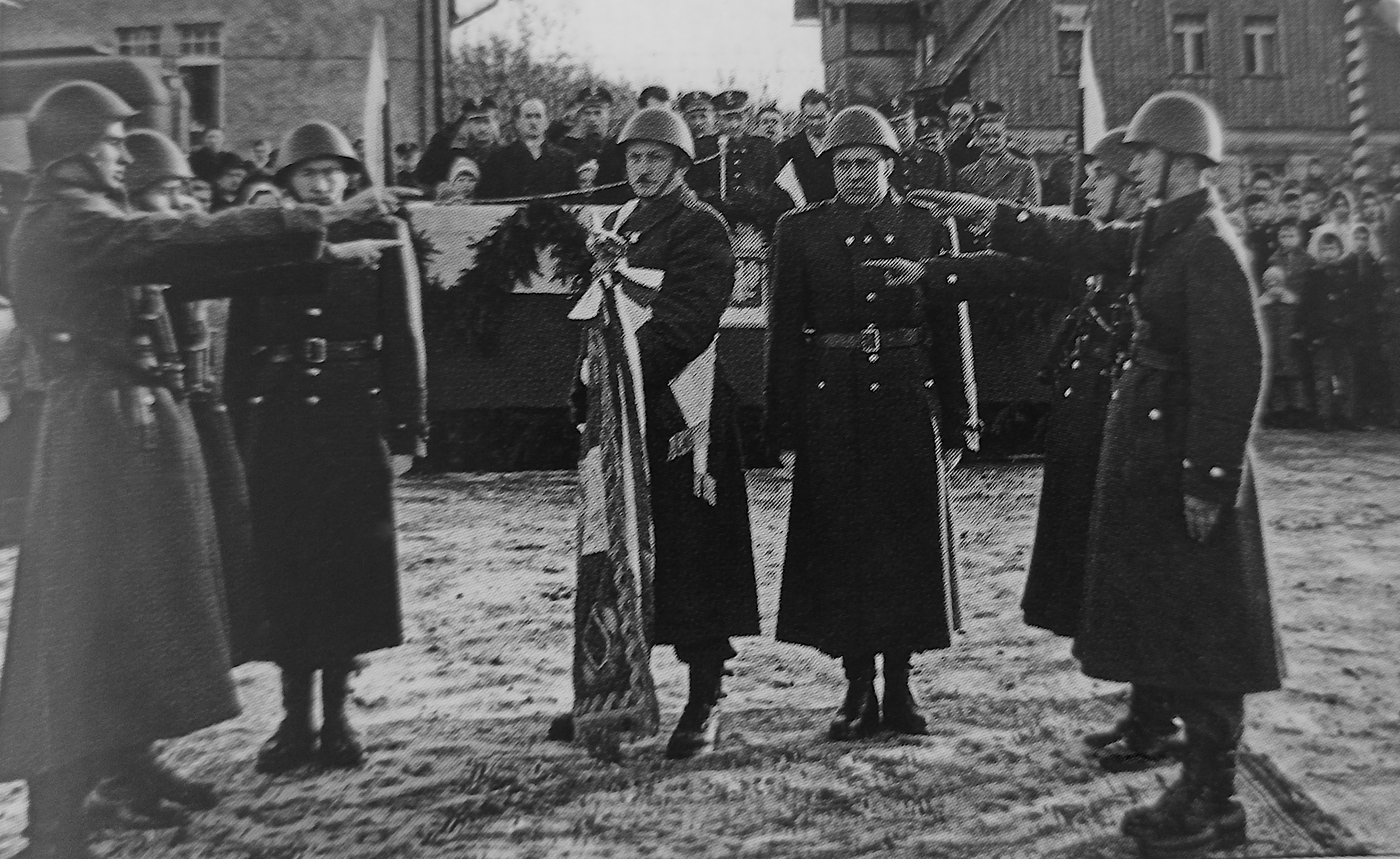
Przysięga młodego rocznika (2. poł. lat 50.)

81 Batalion Wojsk Ochrony Pogranicza/Batalion Graniczny Łużyckiej Brygady WOP w Szklarskiej Porębie – zlikwidowany samodzielny pododdział Wojsk Ochrony Pogranicza pełniący służbę na granicy polsko-czechosłowackiej.

## Formowanie i zmiany organizacyjne
Na podstawie rozkazu MBP nr 043/org z 3 czerwca 1950, na bazie 6 Brygady Ochrony Pogranicza, sformowano 8 Brygadę Wojsk Pogranicza, a z dniem 1 stycznia 1951 12 batalion Ochrony Pogranicza przemianowano na 81 batalion WOP JW 1160.

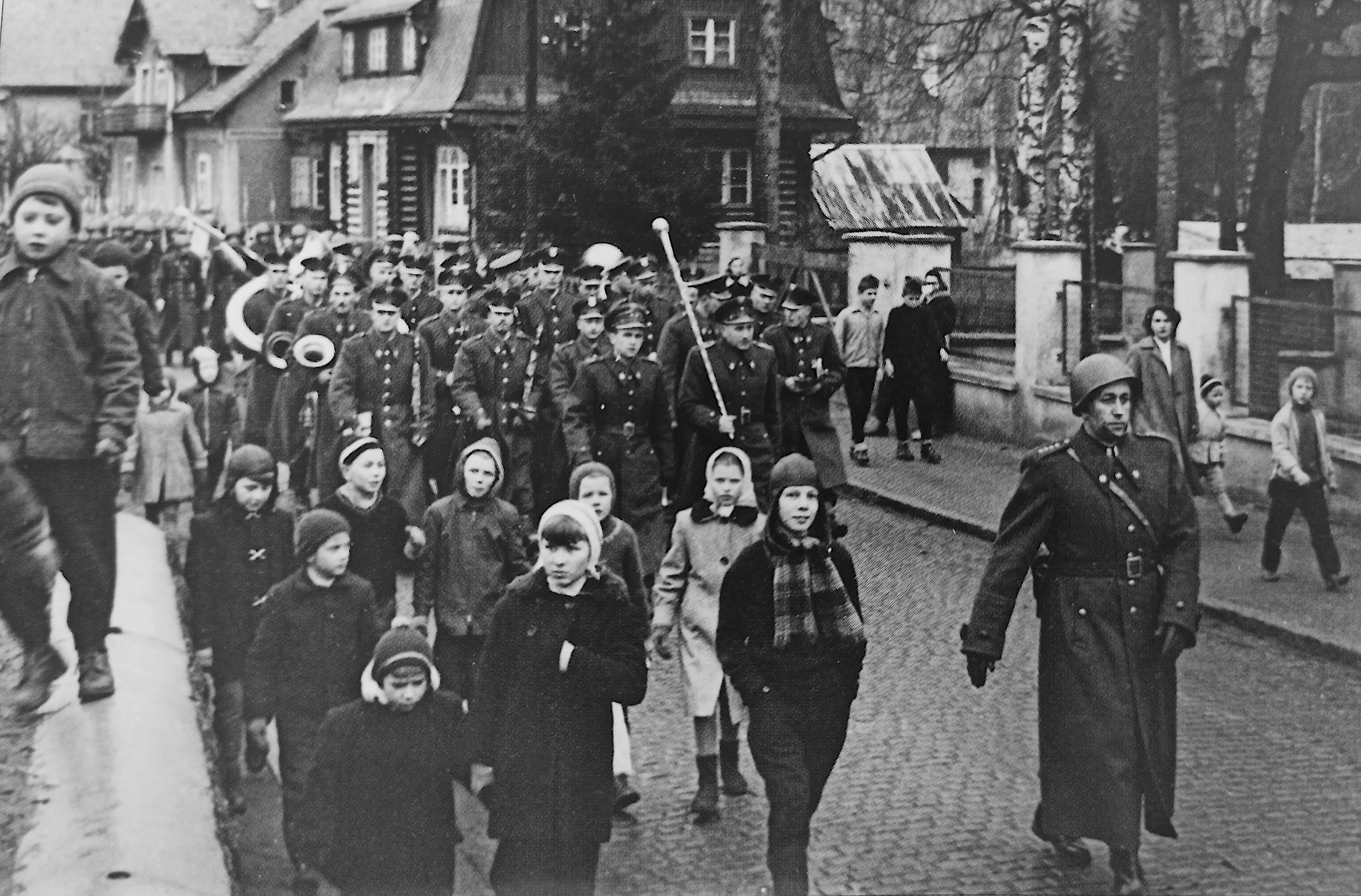
Szklarska Poręba, defilada na ulicach miasta, prowadzący d-ca batalionu kpt. Marian Krzyżosiak (1. poł. lat 60.)

1 czerwca 1957 rozwiązano strażnicę nr 2 Karpacz i strażnicę nr 3 Śnieżka. W ich miejsce sformowano dwie placówki: Śnieżka i Śnieżne Kotły.
1 stycznia 1960 dokonano rozformowania placówek Śnieżne Kotły i Śnieżka. Na podstawie tego samego zarządzenia zorganizowano strażnicę Śnieżka IV kategorii o stanie 31 wojskowych
W 1963 strażnicy Kamieńczyk 81 batalionu WOP nadano imię Sandora Petofiego.
W 1976, po reformie administracyjnej kraju i powołaniu nowych województw, do batalionu włączono strażnice WOP: Niedamirów, Lubawka i Chełmsko Śląskie, a strażnicę WOP Świeradów podporządkowano bezpośrednio pod sztab Łużyckiej Brygady WOP w Lubaniu.
W latach 1966–1976 batalion nosił w swojej nazwie słowo „górski”, a od 1984 do rozformowania „graniczny”.

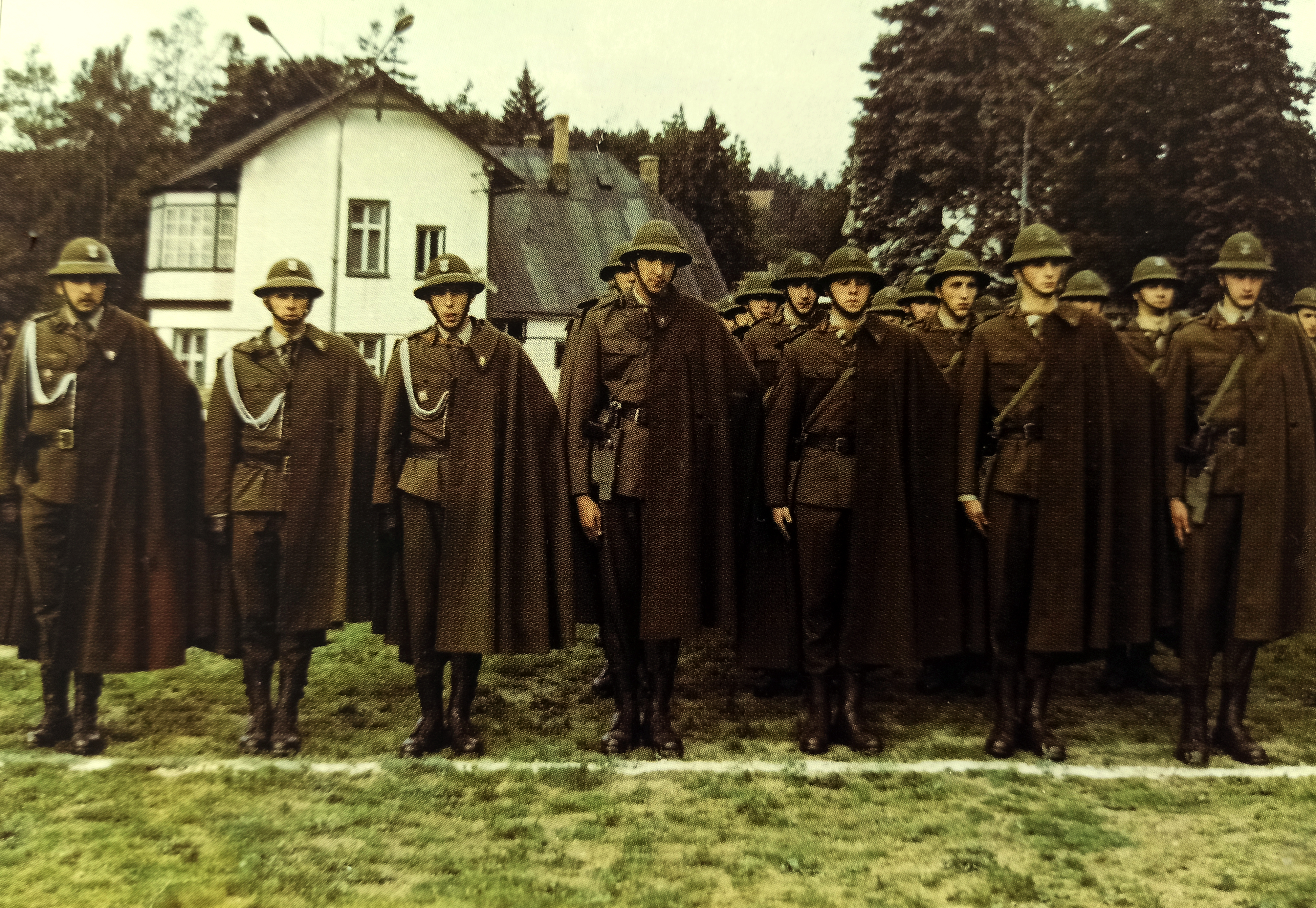
Żołnierze na uroczystej zbiórce (sierpień 1982)

Kompania górska była przeznaczona do niszczenia grup dywersyjnych przeciwnika, które według ówczesnej doktryny mogły zostać zrzucone na początku wojny z powierza. Likwidacja ich miała się dokonywać wspólnie z udziałem 62 kompanii specjalnej z Bolesławca. Dlatego współpracowano z nimi i uczono się walk w górskich. Dwa razy w organizowane ze Szklarskiej Poręby były marsze na poligon przy ulicy Sudeckiej w Jeleniej Górze, gdzie ćwiczono rzuty granatem. Na poligonie w Kliczkowie prowadzone były zajęcia taktyczne z amunicją bojową. Droga dotarcia to: pieszo do Olszyny, potem koleją do Lubania, dalej pieszo do Kliczkowa. Marsz trwał 10 godz. z tempem marszu 6 km/godz.
W koszarach mieszkali żołnierze z plutonu zaopatrzenia i kompanii odwodowej. Pluton liczył 50–60 osób, byli w nim żołnierze z „kuchni” i Wojskowej Administracji Koszar. Kompania liczyła od 80–100 osób. Zapewniała obsadę służby wartowniczej. Byli zakwaterowani w wieloosobowych salach żołnierskich, w niektórych stały piętrowe łóżka. Żołnierze korzystali ze wspólnych łazienek.
Kantyna znajdowała się na terenie koszar. Na mieście, w drewnianym domu przy ul. 1-go Maja, było kasyno. Sekcja żywnościowa to: kierownik sekcji, szef kuchni, magazynier, dwie księgowe i sześciu kucharzy, ponadto po dwóch gotowało na strażnicach. Na wyposażeniu były również dwie kuchnie polowe.
Na każdej strażnicy były hodowane świnie, karmione resztkami jedzenia. Były też w batalionie, ok. 30 sztuk. Funkcjonował ogródek warzywny, jak również w podległych strażnicach. Z powodu swojego położenia i klimatu, ogródków warzywnych nie miały strażnice WOP: Przesieka i Śnieżka. Taka gospodarka trwała do 1989. Potem żołnierzy ubywało, więc zaprzestano prowadzenia tej działalności. Zgodnie z normą żołnierz dziennie otrzymywał 4400 kalorii w tym dodatek górski.
Materiały pędne pobierane były ze składów cywilnych – z Jerzmanek, doraźnie z ul. Pola w Jeleniej Górze. Zdarzały się też dostawy ze specjalnego wagonu z 64 tonami paliwa, przyjeżdżającego do Lubania. Samochody w latach 70. To GAZ-69 i Star 266, potrafiące spalić 200 litrów paliwa na 100 kilometrów! Tak było gdy transportowały węgiel do strażnic. Dowódca batalionu miał Wołgę w kolorze czarnym. W latach 80. batalion został wyposażony w samochody UAZ 469 – toporne, ale sprawdzały się w terenie górskim. Uzbrojenie to tylko kbk AK. Była to podstawowa broń, poz tym na zapasach nienaruszalnych: granaty i ręczne karabiny maszynowe z widelcem. Wcześniej też był na wyposażeniu ciężki karabin maszynowy.

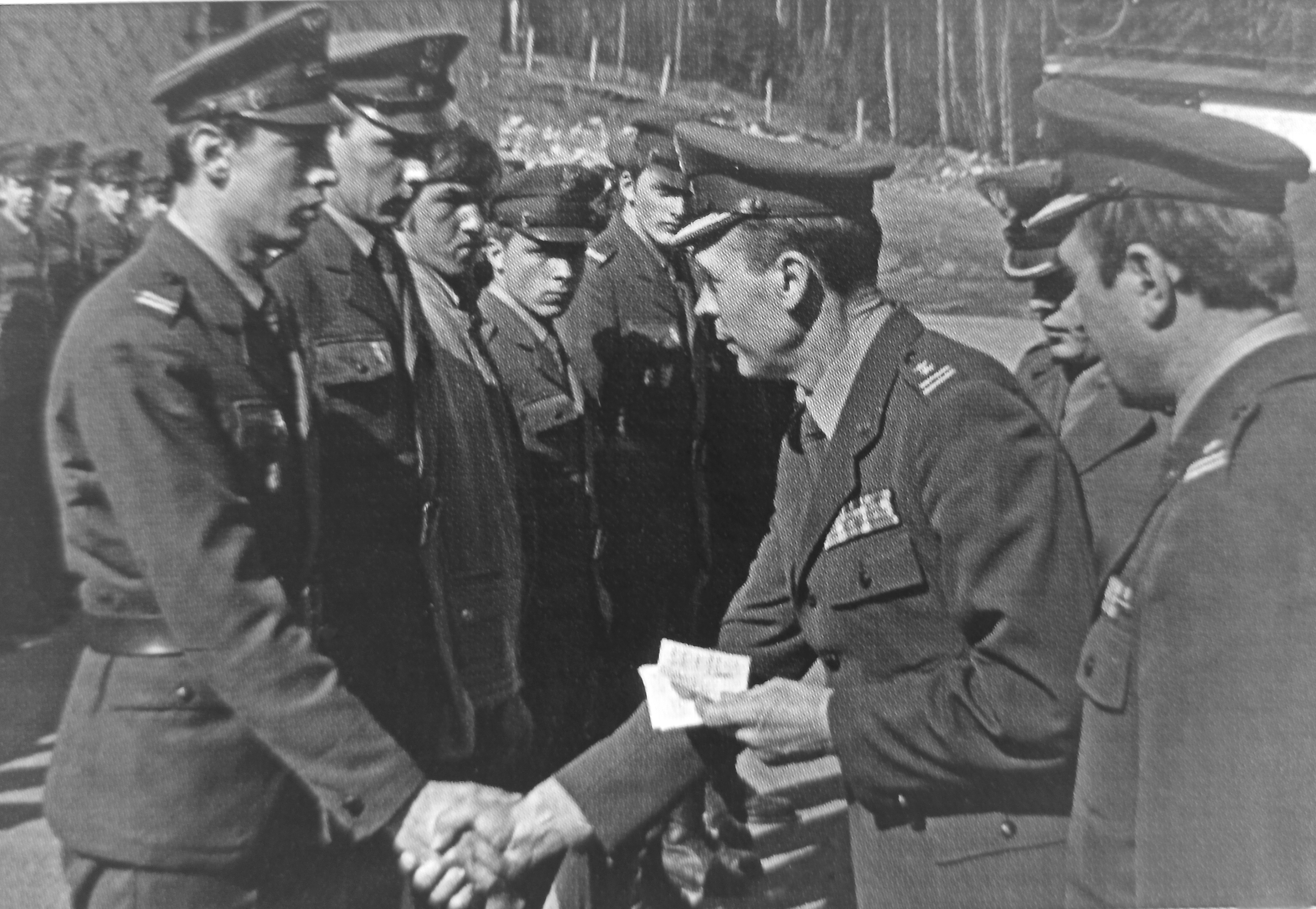
Żołnierze WOP na uroczystej zbiórce i d-ca batalionu ppłk Stanisław Fornal (1970–1976.)

W 1976 batalion zabezpieczał łączność telefoniczną od Świeradowa po Chełmsko Śląskie. Linie zamontowane były na słupach pomiędzy batalionem a strażnicami. Ta do Jakuszyc biegła przez miasto do Huty i dalej drogą równoległą do głównej szosy. Inna, w stronę schroniska pod Śnieżką, przebiegała Drogą pod Reglami, skąd Drogą Sudecką docierała do Borowic. Stamtąd do Bierutowic, czyli Karpacza Górnego. Następnie linię poprowadzono do dolnej stacji wyciągu na Kopę. Przez Wilczą Porębę i Ścięgny docierała do Kowar, a przez schronisko Nad Łomniczką do strażnicy na Równi pod Śnieżką. Na ostatnim odcinku, z uwagi na odkryty teren i silne wiatry, linia biegła po słupach wysokości trzech metrów, podczas gdy gdzie indziej słupy miały siedem metrów. Jeśli żołnierz podczas służby chcąc się połączyć ze strażnicą, rozkręcał złączki na drutach, przyczepiał krokodylki do drutów, kręcił korbką, aparatu telefonicznego, który nosił przy sobie. W tym czasie w strażnicy spadały klapki, a dyżurny wsadzał sznur do gniazdka centrali telefonicznej CB-20. Gdy obaj wykonali te czynności, mogli zacząć rozmowę. Batalion wyposażony był w radiotelefony, ale były zbyt duże i ciężkie, by żołnierze patrolujący góry mogli je nosić ze sobą. Dyżurni–operacyjni mieli radiostacje, ale one też były bardzo dużych rozmiarów. Niezależnie od sieci łączności batalionu ze strażnicami, istniała sieć łącząca strażnicę z terenem, który jej podlegał. Na głównym grzbiecie Karkonoszy, od strony strażnicy Kamieńczyk, linia rozciągnięta była na trzymetrowych słupach aż do Łabskiego Szczytu. Między Śnieżnymi Kotłami a Twarożnikiem często się rwała, więc została schowana pod ziemię na głębokość dwudziestu centymetrów, zostawiając pojedyncze słupy ze skrzynkami telefonicznymi, by mógł zadzwonić i zameldować się, co było jego obowiązkiem w trakcie patrolowania granicy. Taki słup był np. na rozwidleniu ścieżek w pobliżu źródeł Łaby. W drugą stronę – od strażnicy Kamieńczyk do Jakuszyc, sieć poprowadzona była pasem drogi granicznej. Swoją łączność od drugiej strony miała strażnica Przesieka na Przełęczy Karkonoskiej. Dochodziła do Wielkiego Szyszaka. Pomiędzy Wielkim Szyszakiem a Śnieżnymi Kotłami była przerwa. Żołnierze sprawdzali ten odcinek, ale nie mogli zadzwonić. Słupy telefoniczne zdemontowane zostały w latach 80. Wojsko wydzierżawiło łącza telefoniczne od Telekomunikacji Polskiej i nie było potrzeby utrzymywania własnej łączności.
Opis koszar z 1965 i 1975–1980 przez chor. Zbigniewa Peitera:

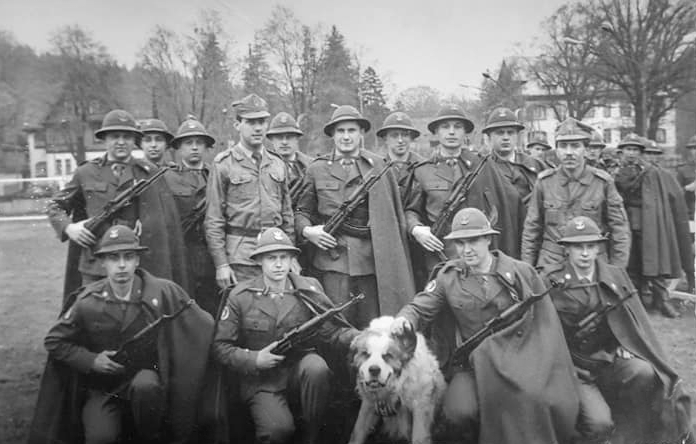
Żołnierze WOP, przygotowanie do przysięgi na stadionie miejskim (wiosna 1987)

[...] Koszary prezentowały się skromnie: blisko bramy głównej posadowiony był drewniany barak na podbudowie kamienno-ceglanej. W dolnej części znajdowała się wartownia, na piętrze izby żołnierskie mogące pomieścić pluton żołnierzy. Od północy, do baraku przylegał dwupiętrowy ceglany budynek, w którym znajdowały się izby żołnierskie kompanii górskiej. Od strony wschodniej znajdował się budynek, wysokości dwóch pięter, sztabu batalionu z kancelariami sekcji, łączył się z budynkiem kompanii górskiej, ale miał osobne wejście. Na drugim piętrze mieściła się izba chorych z gabinetem lekarskim, sanitariuszem i pielęgniarką panią Banachową, później panią Katarzyną Brajczewską. Pod sztabem, jakby w piwnicy, była kuchnia, w której gotowano żołnierzom posiłki. Królowała w niej pani Franciszka Filipczuk. Bardziej w prawo, za budynkiem sztabu, znajdowała się dwuizbowa stołówka żołnierska. Za nią, w kierunku północnym funkcjonowała pralnia z panią Lidią Bąkową. A za pralnią, w kierunku rzeki, za ogrodzeniem, na zboczu, w wysokiej trawie i krzakach, znaleźć można było resztki... mogił. Za budynkiem sztabu i kompanią górską, idąc w lewo, był park samochodowy, warsztaty naprawcze i magazyny. Plac apelowy zorganizowany został na lewo od bramy głównej, na wzniesieniu terenu. Druga brama znajdowała się około 50 metrów niżej, ale także przy ulicy 1 Maja. Bardziej w lewo w kierunku zachodnim, ale już za ogrodzeniem ulokowano strzelnicę. ...W latach 1975–1980 przebudowano koszary i siedzibę sztabu batalionu, znacznie podwyższając ich standard. Powstała stołówka, kuchnia, magazyny, unowocześniono pralnię, warsztaty napraw, stację materiałów pędnych i smarów oraz magazyn części samochodowych.
Zarządzeniem nr 012 Komendanta Głównego Straży Granicznej z 7 maja 1991 w sprawie rozwiązania jednostek WOP oraz utworzenia jednostek organizacyjnych Straży Granicznej Minister Spraw Wewnętrznych polecił z dniem 16 maja 1991 rozwiązać Batalion Graniczny Łużyckiej Brygady WOP w Szklarskiej Porębie istniejący według etatu nr 44/097 o stanie osobowym na okres „W” 648 żołnierzy i 8 pracowników cywilnych oraz na okres „P” 534 żołnierzy i 8 pracowników cywilnych.
Zarządzeniem nr 012 Komendanta Głównego Straży Granicznej z 7 maja 1991 w sprawie rozwiązania jednostek WOP oraz utworzenia jednostek organizacyjnych Straży Granicznej Minister Spraw Wewnętrznych polecił z dniem 16 maja 1991 rozwiązać Ośrodek Szkolenia Sportowego WOP w Szklarskiej Porębie istniejący według etatu nr 44/078 o stanie osobowym na okres „P” 15 żołnierzy. Na jego bazie powstał ośrodek Straży Granicznej: Ośrodek Szkolenia Sportowego SG w Szklarskiej Porębie według etatu nr 44/023 o stanie 
osobowym 8 funkcjonariuszy i 3 pracowników urzędów państwowych.

## Struktura organizacyjna
W 1956 batalionowi podlegały:
- 8 strażnica I kategorii – Świeradów
- 7 strażnica III kategorii – Orle
- 6 strażnica II kategorii – Jakuszec
- 5 strażnica II kategorii – Kamieńczyk
- 4 strażnica I kategorii – Przesieka
- 3 strażnica III kategorii – Schronisko pod Śnieżką
- 2 strażnica I kategorii – Karpacz
- 1 strażnica III kategorii – Graniczne Budy

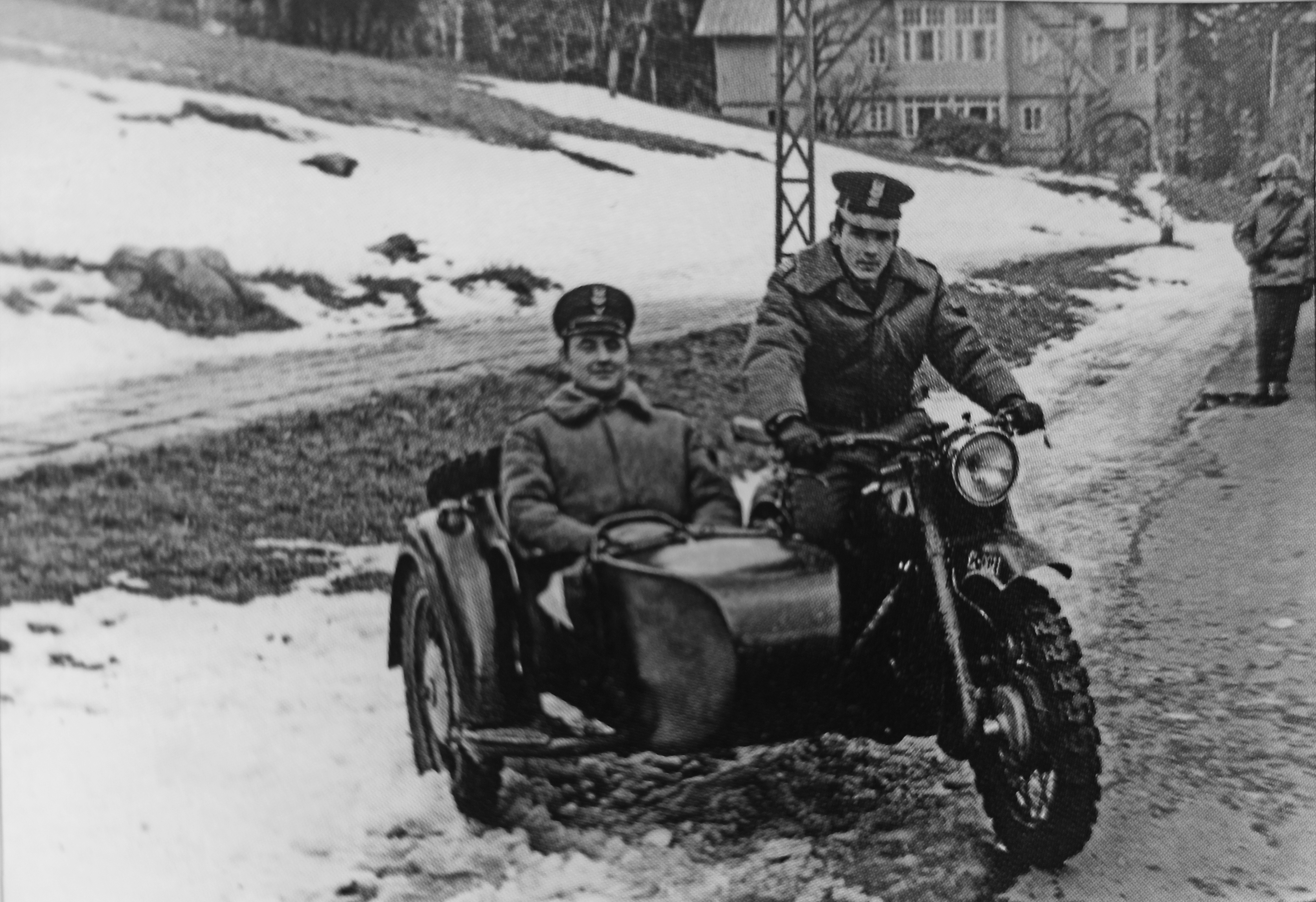
Żołnierze WOP na motocyklu M-72 z koszem (1976–1979.)

Struktura batalionu i numeracja strażnic na dzień 31.12.1959.

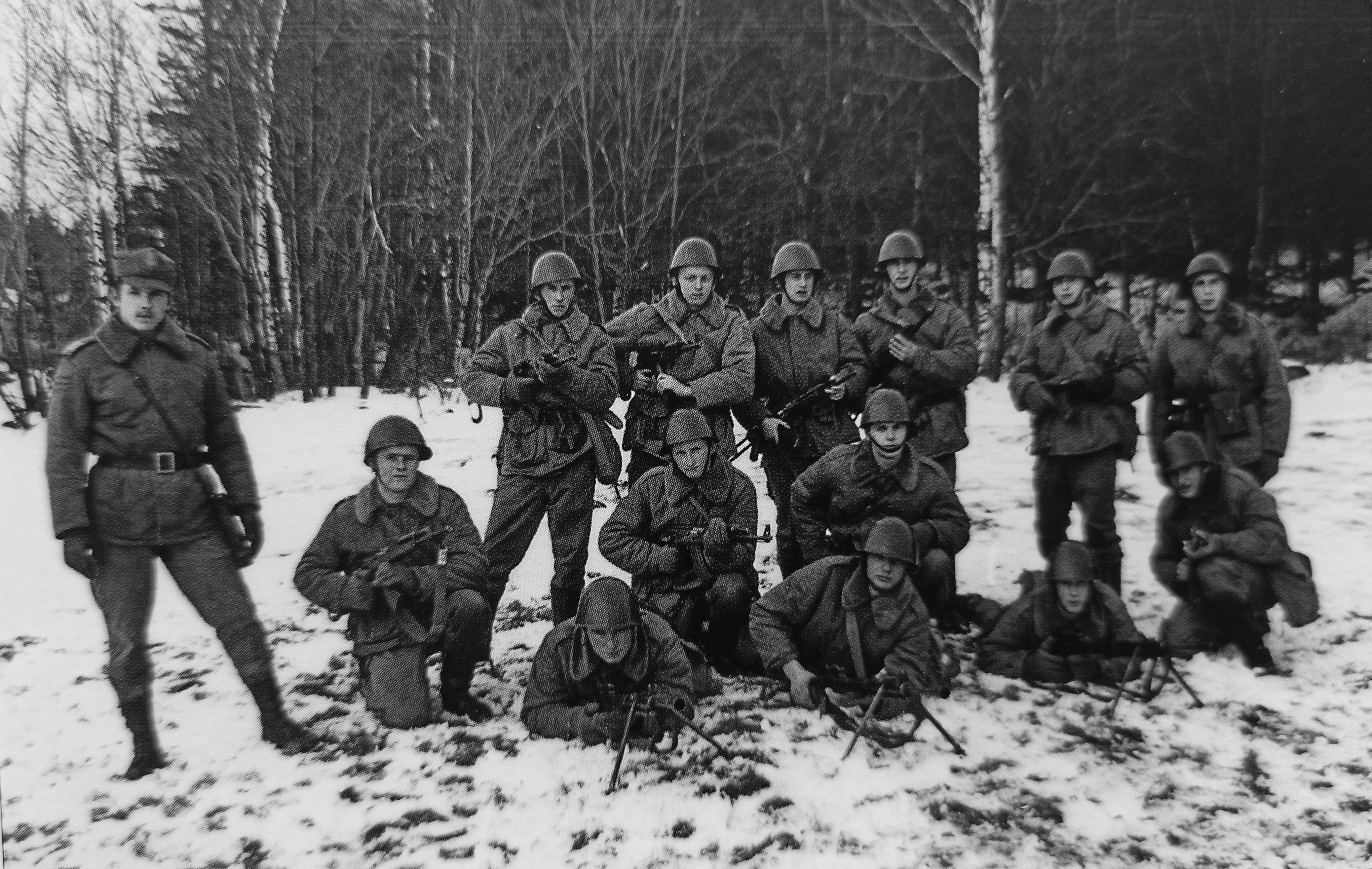
Żołnierze kompanii górskiej (1970–1976)

sztab batalionu WOP – Szklarska Poręba
- 22 strażnica IV kategorii – Świeradów
- 23 strażnica IV kategorii – Orle
- 24 strażnica IV kategorii – Jakuszec
- 25 strażnica III kategorii – Kamieńczyk
- 26 strażnica II kategorii – Przesieka
- 27 strażnica IV kategorii – Schronisko pod Śnieżką
- 28 strażnica III kategorii – Graniczne Budy

Struktura batalionu i numeracja strażnic na dzień 1.01.1964.
- 21 strażnica WOP lądowa IV kategorii Świeradów-Zdrój
- 22 strażnica WOP lądowa IV kategorii Orle
- 23 strażnica WOP lądowa IV kategorii Jakuszyce
- 24 strażnica WOP lądowa III kategorii Kamieńczyk
- 25 strażnica WOP lądowa III kategorii Przesieka
  - Placówka Kontroli Ruchu Turystycznego Przesieka
- 26 strażnica WOP lądowa III kategorii Schronisko pod Śnieżką
- 27 strażnica WOP lądowa III kategorii Graniczne Budy
  - Placówka Kontroli Ruchu Turystycznego Przełęcz Okraj.

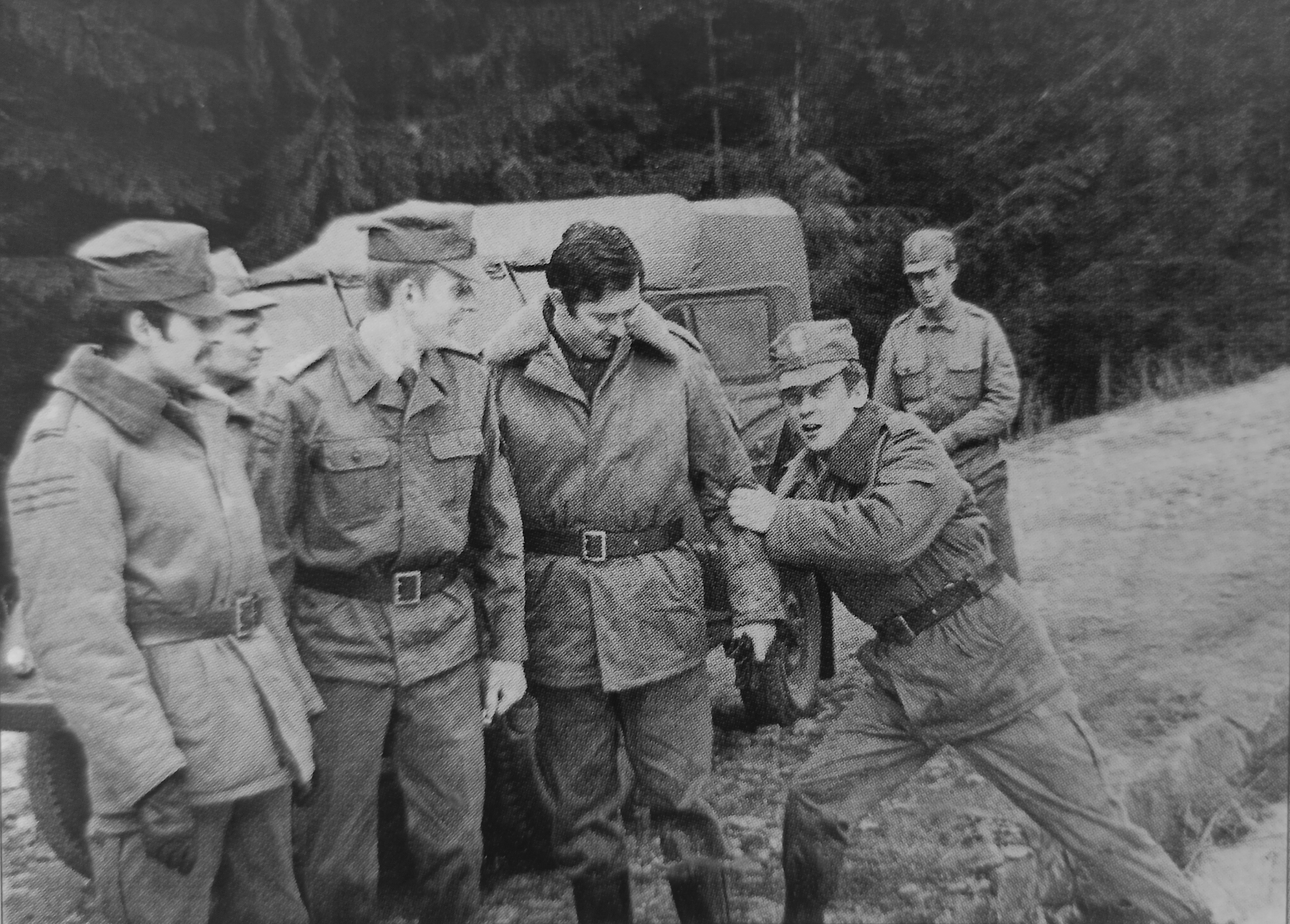
Kadra batalionu i GAZ-69 (1978)

Struktura batalionu granicznego w 1985:
- Dowództwo i sztab
- Pluton dowodzenia
- Kompania odwodowa
- Sekcja polityczna
- Sekcja szkolenia
- Sekcja kwatermistrzowska
- Sekcja Zwiadu
- Strażnica WOP Chełmsko Śląskie
- Strażnica WOP Lubawka
- Strażnica WOP Niedamirów
- Strażnica WOP Graniczne Budy
- Strażnica WOP Śnieżka
- Strażnica WOP Przesieka
- Strażnica WOP Kamieńczyk (do 15.12.1989)
- Strażnica WOP Jakuszyce
- Strażnica WOP Orle (ćwiczebna).

## Wydarzenia
- 1970 – na 25-lecie PRL żołnierze batalionu pomagali w otwarciu kina „Walter”, gdzie przez 15 lat nic się w nim nie działo[10].
- 1972 – żołnierze batalionu wybudowali skwer przy ul. Turystycznej, gdzie stoją rzeźby pana Frączkieicza. Wcześniej tam było gruzowisko[10].
- 1976 – batalion odziedziczył książki z biblioteki zakładowej z Wałbrzycha i zaczęła działać biblioteka na terenie batalionu[17].

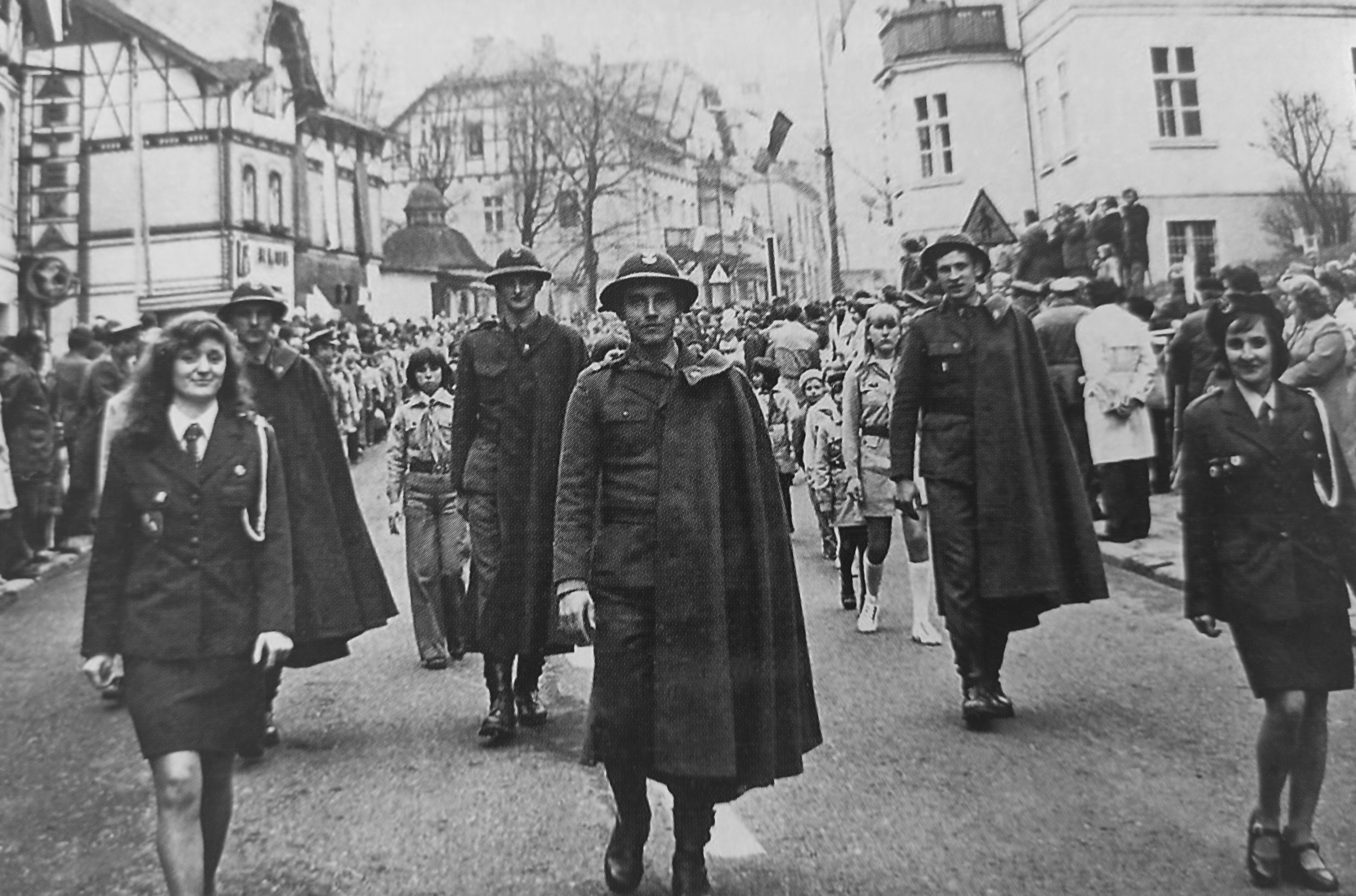
Szklarska Poręba, żołnierze WOP i harcerze (1970–1979)

- 1976 – chętni żołnierze z batalionu po przeszkoleniu byli instruktorami harcerskimi i współpracowali z hufcem ZHP w Szklarskiej Porębie, uczestniczyli we wszystkich zajęciach: zbiórkach, alertach, obozach i biwakach. Pomagali harcerzom zdobywać sprawności: wopisty, sportowca i inne. Plany współpracy ZHP i WOP-em były ustalane co na spotkaniach z komendantem. Instruktor z WOP-u przeszkolony pedagogiczne, był przydzielany imiennie do każdej drużyny harcerskiej. Sam jednak nie mógł prowadzić zajęć – otrzymywał opiekuna pedagoga[18]. Pomagali w organizacji biwaków i zimowisk dla dzieci Szkoły Podstawowej nr 1[19].
- 1976 – przy jednostce funkcjonował klub sportowy „Gwardia”. Zawodnicy klubu byli na stanie kompanii, ale cały dzień spędzali na treningach. Posiłki spożywali na kompanii[20].
- 1979 – sierpień, zakończył się remont ośrodka szkolno-sportowego Krasnoludki w Szklarskiej Porębie, którego kierownikiem został mjr Krzysztof Jarmuszewski. Oddano do użytku halę sportową i hotel. Ośrodek stał się bazą szkoleniową klubów gwardyjskich i wojskowych, jak również miejscem wczasów kadry WOP i jej rodzin. Ośrodek dysponował ok. stoma parami nart zjazdowych i biegowych średniej klasy europejskiej oraz ocieplanymi ubraniami dla sportowców. W latach 1984–1990, od 2 stycznia do połowy marca podchorążowie drugiego i trzeciego rocznika WSOWZ Filia w Kętrzynie przyjeżdżali na dwutygodniowe obozy narciarskie. Pod ośrodek Krasnoludki podlegało wtedy Orle[21]. Od 1982 zastępcą kierownika ośrodka był st. chor. sztab. Julian Naumowicz[22]. W latach 2006–2015 kierownikiem ośrodka był Jan Czyżykiewicz[23].
- Lata 80. – żołnierz batalionu porwał wołgę dowódcy, zabrał kbk AK, 3 magazynki po 30 sztuk nabojów każdy i uciekł z koszar. Był ścigany przez WSW. Zatrzymany został w okolicach Wałbrzycha[24].
- 1986 – po katastrofie w Czarnobylu z polecenia wyższych przełożonych została przeprowadzona akcja przez lekarza batalionu tj. objechania domów wopistów i podawania ich dzieciom otrzymanego z Wrocławia płynu Lugola, który miał blokować wchłanianie przez tarczycę jodu radioaktywnego[24].

## Dowódcy batalionu
- mjr Eugeniusz Dostojewski[25] (01.01.1951–02.07.1952)[26]
- kpt./płk Marian Krzyżosiak (1955[27]–był po 1961[28])[e]
- ppłk Stanisław Fornal (do 31.05.1976)
- ppłk Władysław Juchniewicz (od 01.06.1976)
- ppłk/płk Zbigniew Skoczylas[29][30] (był w 01.1984–był 13.01.1985) – do rozformowania.

## Upamiętnienie

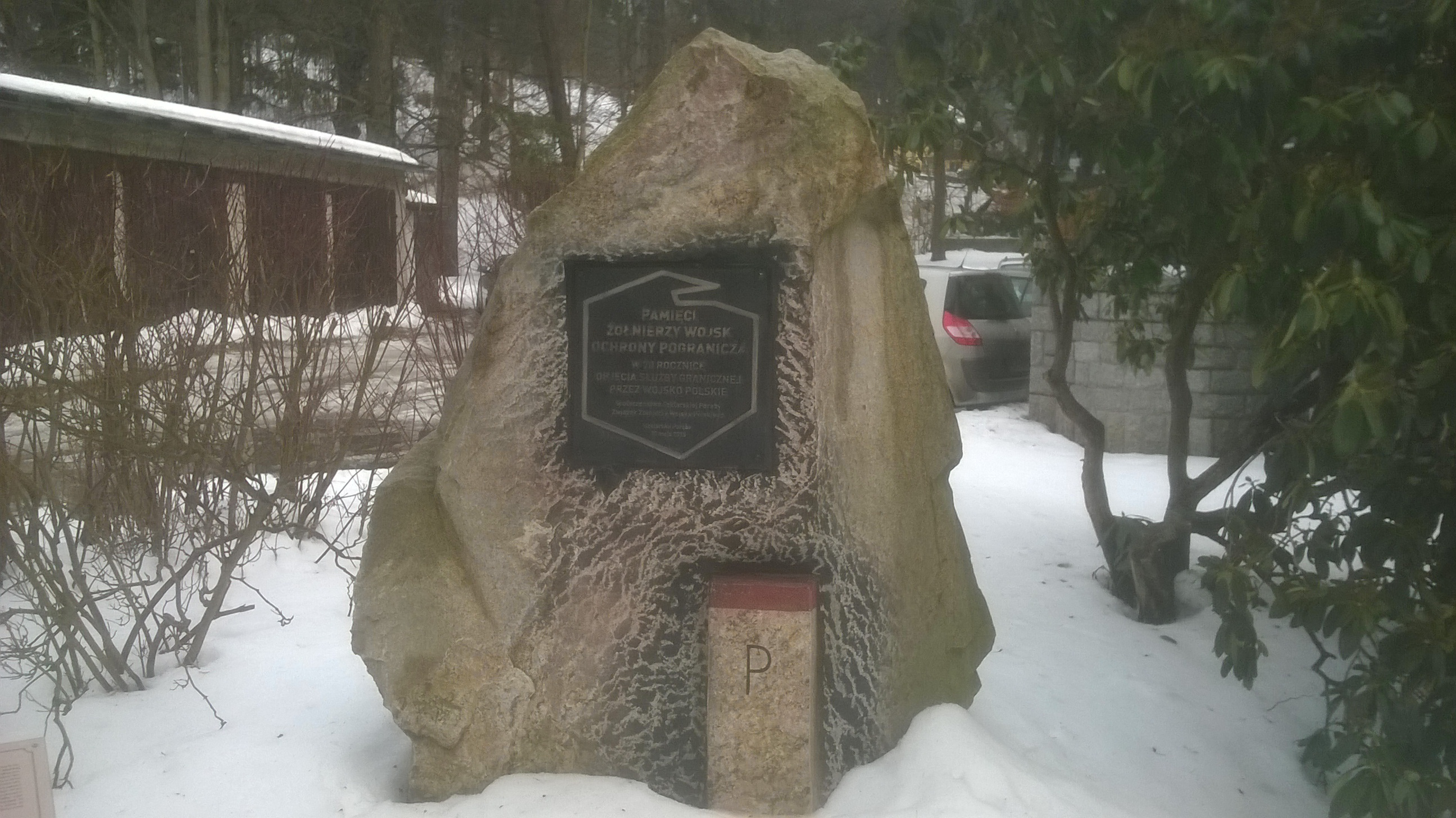
Szklarska Poręba – pomnik poświęcony pamięci żołnierzy Wojsk Ochrony Pogranicza, odsłonięty w 70. rocznicę objęcia służby granicznej przez Wojsko Polskie (luty 2017)

29–30 maja 2015 odbyły się uroczystości rocznicowe związane z objęciem ochroną granicy przez Wojsko Polskie i z utworzeniem w Szklarskiej Porębie garnizonu WOP. Celem przyświecającym wszystkim poczynaniom było przypomnienie istotnych dla kraju i Szklarskiej Poręby wydarzeń, upamiętnienie ich poprzez ustawienie obelisku, upowszechnienie wiedzy szczególnie wśród najmłodszego pokolenia i podziękowanie ludziom dbającym o bezpieczeństwo w tamtych niełatwych latach.